# Mинерална процена ресурса
Процена монералних ресурса користи се за утврђивање и дефинисање тонаже руде и нивоа геолошког лежишта из развијеног блоковског модела. Постоје различите методе процене (види доле) које се користе за различите сценарије у зависности од граница руде, геолошке геометрије лежишта, варијабилности разреда и расположивог времена и новца. Типична процена ресурса укључује изградњу геолошког и ресурсног модела са подацима из различитих извора. У зависности од природе информација и од тога да ли су подаци на папиру или компијутеризовани, главни кораци процене рачунарских ресурса су: 
1. Стварање, стандардизација и валидација базе података.
2. Цртање секција и интерактивно геолошко моделирање.
3. Геостатистичка анализа.
4. Моделирање блокова и процена блока.

## Геолошко моделирање
Модел рудних тела служи као геолошка основа за процену свих ресурса, а пројекат моделирања рудних тела започиње критичким прегледом постојећих података о рупи и површинским или подземним узорцима, као и мапа и планова са тренутном геолошком интерпретацијом. Постављене су рупе за бушење и / или узорци тако да одговарају свим квантитативним и квалитативним информацијама потребним за изградњу модела ресурса. Стварање геолошког модела може обухватати следеће кораке: 
- Компјутерско 3Д моделирање орелијева
- Секциско, уздужно, 3Д и вишеструко моделирање
- Геостатистичка анализа, вариографска анализа композитног просторног континуитета

## Процена блоко модела
Једном када је геолошко моделирање завршено, геолошке коверте су подељене у блоковске моделе. Након тога процена ових блокова се врши од „композита“ који су тачкасте мере степена руде у стени. Неколико различитих математичких метода може се користити за процену у зависности од жељеног степена прецизности, квалитета и количине података и њихове природе. 

### Метода најближег
Метода најближег додељује вредности оцена блоковима од најближе тачке узорка од блока. Најближи узорак добија тежину од једног; сви остали добијају тежину нула. У две димензије, ова метода ствара Вороноијев дијаграм (Voronoi diagram) састављен од полигона, сваки са јединственом оценом; у три димензије, ова метода ствара Вороноијев дијаграм састављен од полиедра, а сваки има јединствену оцену. 
У математици, Вороноијев дијаграм (Voronoi diagram) је подела равнине на регионе засноване на удаљености од тачака у одређеном подскупу равнине. Претходно је специфициран тај сет тачака (названо семе, места или генератори), а за свако семе постоји одговарајуће подручје које се састоји од свих тачака које су ближе том семену него било којем другом. Ови региони се називају ћелије Вориона. Вороноијев дијаграм скупа тачака двострук је у односу на троуглу Делаунаи (Delaunay triangulation) . Једноставно речено, то је дијаграм креиран тако да узмемо парове тачака које су близу једна другој и цртамо линију која је једнако удаљена између њих и окомита на линију која их повезује. Односно, све тачке на линијама на дијаграму су једнаке удаљености од најближе две (или више) изворних тачака. 
Предности
- Лако разумети
- Лако је израчунати ручно
- Једноставан за употребу као стандард за понављање
- Када је аутоматизован, релативно брз у 2Д-у

Недостаци
- Локални дисконтинуитети су нереални
- Израђује пристрасне процене степена и тонаже изнад одсека рудног отпада. Који се назива однос варијанце запремине, тј. Променљивост расподјеле степена зависи од запремине узорака. Узорци велике запремине значе малу варијабилност док узорци малог волумена значе велику варијабилност.

### Обрнута метода мерења
Назив ове методе је мотивисан просечним просеком, јер се при додељивању тегова прибегава инверзији удаљености до сваке познате тачке („близина“). 
Најједноставнија функција мерења у уобичајеној употреби заснива се на обрнутој удаљености узорка од тачке која се процењује, обично се подиже на другу снагу, мада могу бити корисни већи или мањи снаге. 
{\displaystyle w_{i}=\left[{\frac {1}{d_{i}}}\right]^{p}}
Узорци ближи интересној тачки добијају већу тежину од удаљених узорака. Узорци ближи тачки процене вероватније су да су слични у оцени. Такве обрнуте удаљене технике уводе питања попут одлука о претраживању узорака и смањењу тајности, а осим процене бодова омогућавају процену блокова дефинисане величине. 
Предности
- Рачунало једноставно
- Експонент даје флексибилност. Исти поступак процене може се користити за креирање врло глатких процена (попут покретног просека) или врло променљивих процена (попут најближег суседа)

Недостаци
- Преференцијално узорковање чини процене непоузданим
- Захтијева одлуку који узорак треба користити
- Екстреми стварају велике халове сјајних процена
- Избор експонента уводи произвољност

### Криговање[2]
У статистици, изворно у Геостатистика, кригирање (Kriging) или Гаусова процеса регресија (Gaussian process regression) представља метод интерполације за које се интерполисана вредности моделовати Гаусовог процесом којим управља претходним коваријанси, за разлику од кусочно-многочлен сплине изабраног да оптимизују глаткоћу моделираних вредности. Под одговарајућим претпоставкама о приорима, Кригинг даје најбоље линеарно непристрасно предвиђање интермедијарних вредности. Интерполацијске методе засноване на другим критеријумима, као што је глаткоћа, не морају дати највјероватније интермедијарне вриједности. Метода се широко користи у домену просторне анализе и компјутерских експеримената . Техника је такође позната као Виенер-Колмогоров предвиђање, након Норберта Виенера и Андреиа Колмогорова . 
Теоретску основу ове методе развио је француски математичар Георгес Матхерон, заснован на магистарској тези Даниеја Г. Криге-а, пионирског цртача просечних тежинских злата у даљини у комплексу гребена Витватерсранд у Јужној Африци . Криге је покушао да процени највероватнију дистрибуцију злата на основу узорака из неколико бушотина. Енглески глагол је криге, а најчешћа именица је Кригинг ; обојица се често изговарају тврдим „г“, после изговора имена „Криге“. 
Предности Кригирања
- Веома добар у локалним и глобалним проценама.
- Геолошко знање је обухваћено вариограмом.
- Статистички приступ омогућава да се несигурност квантификује.

Недостаци кригирања
- Није лако разумети.
- Рачунално интензивни: хардвер, софтвер.
- Флексибилност и снага створена помоћу многих параметара такође стварају произвољност и више могућности за грешке.

## Блок модела ресурса
Блоковски модел је створен помоћу геостатистике и геолошких података прикупљених бушењем перспективне рудне зоне. Модел блока је у суштини скуп специфичних величина „блокова“ у облику минерализованог рудног тела. Иако су сви блокови исте величине, карактеристике сваког блока се разликују. Степен, густина, врста стене и поузданост јединствени су за сваки блок унутар целог модела блока. Пример блоковског модела је приказан с десне стране. Једном када је блок модел развијен и анализиран, он се користи за утврђивање рудних ресурса и резерви (с обзиром на економију пројекта) минерализованих рудних тела. Минерални ресурси и резерве могу се даље класификовати у зависности од њихове геолошке поузданости. 

### Минерални ресурси[3]
Минерални ресурс може се објаснити концентрацијом или појавом дијаманата, природног чврстог неорганског материјала или природног чврстог фосилизираног органског материјала, укључујући базне и племените метале, угаљ и индустријске минерале у или на Земљиној кори у таквом облику и количини и таквом степен или квалитет који има разумне изгледе за економско вађење. Локација, количина, степен, геолошке карактеристике и континуитет минералног ресурса познати су, процењују се или тумаче из одређених геолошких доказа и сазнања. 
Закључени минерални ресурси
Закључени минерални ресурс је онај део минералног ресурса за који се количина и врста или квалитета могу проценити на основу геолошких доказа и ограниченог узорковања и разумно претпостављеног, али не и верификованог, геолошког и степеног континуитета. Процена се заснива на ограниченим информацијама и узорковању прикупљеним одговарајућим техникама са места као што су отворене јаме, ровови, јаме, обраде и бушења. 
Наведени минерални ресурси
Наведени минерални ресурс је онај део минералног ресурса за који се количина, класа или квалитет, густина, облик и физичке карактеристике могу проценити са степеном поузданости који је довољан да се омогући одговарајућа примена техничких и економских параметара, како би се подржало планирање мина и процену економске одрживости депозита. Процена се заснива на детаљним и поузданим подацима о истраживању и испитивању прикупљеним одговарајућим техникама са места као што су отворени отвори, ровови, јаме, обраде и рупе за бушење које су довољно размакнуте да се геолошки и степен континуитета могу разумно претпоставити. 
Мерени минерални ресурс
Измерени минерални ресурс је онај део минералног ресурса за који су количина, врста или квалитет, густина, облик и физичке карактеристике толико добро утврђени да се могу проценити довољно поуздано да омогуће одговарајућу примену техничких и економских параметара, подржати планирање производње и процену економске одрживости лежишта. Процена се заснива на детаљним и поузданим подацима о истраживању, узорковању и испитивању прикупљеним одговарајућим техникама са места као што су отворени отвори, ровови, јаме, обраде и рупе за бушење које су довољно размакнуте да потврде геолошки и степен континуитета. 

### Минералне резерве[3]
Минерални резерват је економски минералан део мереног или индикованог минералног ресурса који је показан најмање прелиминарном студијом изводљивости. Ова студија мора да садржи одговарајуће информације о рударству, преради, металуршким, економским и другим релевантним факторима који доказују, у тренутку извештавања, да економска вађења могу бити оправдана. Минерални резерват укључује разблаживање материјала и резерве за губитке који могу настати приликом минирања материјала. 
Вероватне минералне резерве
Могућа резерва минерала економски је минералан део Наведеног и, у неким околностима, Мереног минералног ресурса који је показан најмање Прелиминарном студијом изводљивости. Ова студија мора да садржи адекватне информације о рударству, преради, металуршким, економским и другим релевантним факторима који показују, у време извештавања, да економска вађења могу бити оправдана. 
Доказане минералне резерве
Доказана резерва минерала економски је минералан део Мереног минералног ресурса који је показан најмање Прелиминарном студијом изводљивости. Ова студија мора да садржи одговарајуће информације о рударству, преради, металуршким, економским и другим релевантним факторима који показују да је у време извештавања економска вађење оправдана. 

## Досије
Бре-Кс Минералс скандал је откривен у пролеће 1997. године, био је једна од највећих превара за сољење у историји и потакнуо је развој стандарда извештавања НИ 43–101. Иако није први (узорци сланог Тапина бакра у 1970-има), један је од најпопуларнијих и катализатор реформе за извештавање. 

### Бре-Кс прича
Бре-Кс је био група компанија у Канади . Главни део групе, Бре-Кс Минерал Лтд., са седиштем у Калгарију, био је умешан у велики скандал са експлоатацијом злата када је објавио да сједи на огромном лежишту злата у Бусанг-у, Индонезија (у Борнеу). Бре-Кс је купио локалитет Бусанг у марту 1993. године, а у октобру 1995. године објавио је да су откривене значајне количине злата, чиме је поскупјела цена акција. Првобитно пенија акција, њена цена акција достигла је врхунац у вредности од 286,50 ЦАД долара (подешена подела) у мају 1996. године на Торонто берзи (ТСЕ), са укупном капитализацијом преко 6 милијарди USД (USD). Бре-Кс Минерали пропадао је 1997. године након што је откривено да су узорци злата преваре. 

### Појава стандарда за извештавање[5]
Јасно речено, сврха Националног инструмента 43-101 је да осигура да погрешне, погрешне или лажне информације о минералним својствима не буду објављене и промовисане инвеститорима на берзама које надгледа Канадска управа за хартије од вредности. 
НИ 43–101 је настао након скандала са Бре-Кс како би заштитио инвеститоре од непотврђених обелодањивања минералних пројеката. 
"Златне резерве у ( Бре-Кс ) Бусанг-у наводно су износиле 200 милиона унци (6.200 т), или до 8% укупних светских резерви злата у то време. Међутим, била је то велика превара и није било злата. Језграсти узорци су лажирани слањем спољног злата. Касније је независна лабораторија тврдила да је лажирање лоше изведено, укључујући употребу струготине из златног накита. 1997. Бре-Кс се срушио и његове акције су постале без вредности у једном од највећих скандала са акцијама у канадској историји. " 
Објављивање кодификованог шема извештавања отежава појаву преваре и уверава инвеститоре да су пројекти оцењени на научни и професионални начин. Међутим, чак и правилно и професионално истражена лежишта минерала нису нужно економска, нити присуство НИ 43-101-, ЈОРЦ- или САМРЕЦ-а и ЦПР-а или КПР-а који су у складу са САМВАЛ-ом нужно значи да је то добра инвестиција. 
Слично томе, објављивање сложених техничких извештаја са свим уграђеним жаргоном, техничким формулацијама и апстрактним геолошким, металуршким и економским информацијама не може у ствари значајно да погодује инвеститору који није у стању ни у потпуности ни правилно да разуме садржај или значај тих информација. На овај начин НИ 43–101 можда неће служити интересима оних који су осмишљени да штите - малопродајни инвеститори који лако могу погрешно протумачити такве информације. 
Постоје два главна регулаторна документа у зависности од државне надлежности компаније. У Канади, Национални инструмент 43-101 извештава о детаљима захтева за пријављивањем минерализованих налаза. У Аустралији, Заједнички кодекс одбора за резерве руде ( ЈОРЦ Цоде), а Јужна Африка даје мандат Јужноафричком кодексу за извештавање о минералним ресурсима и минералним резервама ( САМРЕЦ). Сва 3 кода су слична, али нису идентична по захтевима, дефиницијама и терминологији. Без обзира на техничке карактеристике сваког документа, сви постоје за: 
- Постављање критеријума за одобарвање лабораторије и метода испитивања
- Регулирање начина на која се осигурава да се узорци не посежу
- Осигурати периодично, независно извештавање резерви и преглед и одобравање извештаја о резервама
- Стандардизација за објављивање резултата испитивања и поступака тако да инвеститорима буду јасни сви подаци
- Стандардизација дефиниције врста резерви и прорачуне резерве
- Доделите одговорност појединцу за који се сматра да је компетентна особа / професионалац у индустрији

Успостављање и накнадне ревизије документа НИ 43 101 од стране Комисије за хартије од вредности Онтарио пружа оквир који се треба држати током писања извештаја. Успостављањем ових стандарда инвеститори су у могућности да имају поузданији и искренији преглед потенцијалних минерализованих зона. 

## Софтвер за минералне ресурсе
- Исатис.нео је комплетно власничко решење компаније Геоварианцес .
- Датамине комплетно власничко решење од стране Цонстеллатион Софтваре .
- ГЕМС комплетно власничко решење компаније Дассаулт Системес ГЕОВИА .
- Липфрог је комплетно власничко решење компаније Сеекуент .
- Микромине је комплетно власничко решење компаније Мицромине .
- Минекс је специјализовано власничко решење за угаљ и друга слојевита лежишта компаније Дасаулт Системес ГЕОВИА .
- ПиГСЛИБ је отворени изворни питхон модул од стране Опенгеостат Цонсултинг .
- СГС Генесис је потпуно власничко решење компаније СГС СА
- Сурпац комплетно власничко решење компаније Дасаулт Системес ГЕОВИА .
- Вулцан је потпуно власничко решење компаније Маптек .
- МинеПлан Архивирано на веб-сајту  (18. јануар 2020) је комплетно власничко решење компаније Хекагон Архивирано на веб-сајту  (18. јануар 2020) Мининг .
- РекМин комплетно бесплатно решење од РПТец - Рецурсос и Проиецтос Тецницос, СЛ .

## Саветници за минералне ресурсе
- АМЦ Цонсултантс међународно рударско саветовање.
- Царацле Цреек Интернатионал Цонсултинг међународно геолошко саветовање.
- ДМТ међународно рударско савјетовање.
- СГС Геостат пододељење СГС СА
- РПА је канадски консултант.
- СРК међународно рударско саветовање.
- Сновден аустралијски консултант.
- Варделл Армстронг ЛЛП из Велике Британије и међународно саветовање
- Рицхардсон Геологицал Цонсултинг Архивирано на веб-сајту  (19. јун 2021) ГИС саветодавање Архивирано на веб-сајту  (19. јун 2021) геолошког мапирања
- Голдер међународно рударско саветовање.
- Геоварианцес је међународно саветовање на бази геостатистике .